# 620

## مواليد
- حبيب بن مسلمة الفهري القرشي
- عمر بن سعد بن أبي وقاص ، ابن الصحابي سعد بن أبي وقاص

## وفيات
- قيس بن الخطيم، شاعر جاهلي.
- أوس بن حجر، شاعر جاهلي من بني تميم. (ولد 530 م).
- سيزبوت، ملك القوط الغربيين (أو ربما توفي عام 621)
- خديجة بنت خويلد، أول زوجات النبي محمد